# Cesare Battisti
Cesare Battisti (Cisterna di Latina, 18 de diciembre de 1954) es un comunista y ultraizquierdista italiano, miembro del grupo terrorista Proletarios Armados por el Comunismo, que llevó a cabo sus acciones durante los llamados «años de plomo».

## Biografía
Miembro del grupo terrorista de extrema izquierda Proletarios Armados por el Comunismo (PAC), Battisti fue condenado a cadena perpetua por cuatro homicidios (en dos de ellos como autor material y en otros dos actuó como cómplice), así como por diversos delitos relacionados con la lucha armada. Se fugó en 1981 y pasó la primera parte de su época clandestina en México y Francia, donde se benefició de la doctrina Mitterrand, se casó y tuvo dos hijas, además de obtener la naturalización que después le fue revocada.
En 2004 llegó a Brasil, donde fue detenido en 2007; permaneció en una cárcel de Brasilia hasta el 9 de junio de 2011. El 31 de diciembre de 2010, el presidente brasileño Luiz Inácio Lula da Silva anunció el rechazo a la extradición a Italia y le concedió el derecho de asilo y el visado permanente. Dicho rechazo lo confirmó el 8 de junio de 2011 la siguiente presidenta de Brasil, Dilma Rousseff, que argumentó que en Italia podría sufrir «persecuciones a causa de sus ideas». Así pues, Battisti fue excarcelado y permaneció en libertad hasta el 12 de marzo de 2015, día en el que fue arrestado de nuevo tras la anulación de su permiso de residencia, pero fue liberado poco después. En octubre de 2017 fue otra vez arrestado en la frontera con Bolivia y liberado de nuevo.
Según la ley brasileña, los crímenes cometidos por Battisti prescribieron en 2013. Tuvo un hijo con una mujer brasileña en 2013 y se casó con otra ciudadana de Brasil en 2015, lo que impediría su extradición según el Estatuto del Extranjero vigente en el país sudamericano. Contra la extradición se posicionaron diversos intelectuales, como Gabriel García Márquez, Bernard-Henri Lévy, Daniel Pennac, Tahar Ben Jelloun, Valerio Evangelisti y, a título personal, algunos miembros sudamericanos de Amnistía Internacional.
Sin embargo, en diciembre de 2018 el presidente Michel Temer firmó el decreto de extradición de Battisti a Italia. Fue detenido el 12 de enero de 2019 en Santa Cruz de la Sierra, en Bolivia, y fue entregado a Interpol para su extradición a Roma. David Tezanos Pinto, Defensor del Pueblo Boliviano, los periodistas Pablo Stefanoni (Argentina), Hugo Moldiz (exministro de gobierno de Bolivia) y Katu Arkonada (Venezuela), Raúl García Linera, hermano del vicepresidente, que eran afines al gobierno de Juan Evo Morales Ayma, criticaron la decisión del Consejo Nacional sobre Refugio de Bolivia por haber permitido esa detención pese a la solicitud en trámite de Battisti. 

## Obras
Desde los años noventa se dedicó a la literatura, concretamente a las novelas negras y de inspiración autobiográfica.
En italiano
- Travestito da uomo, Granata Press, Bologna, 1993 (Les habits d'ombre, Gallimard, Parigi, 1993)
- L'orma rossa, Einaudi, 1999 (L'ombre rouge, Gallimard, Parigi, 1995)
- L'ultimo sparo. Un «delinquente comune» nella guerriglia italiana, introducción de Valerio Evangelisti, Derive-Approdi, Roma, 1998 (Dernières cartouches, Joelle Losfeld, Parigi, 1998)
- Avenida Revolución, Nuovi Mondi Media, Ozzano nell'Emilia, 2003 (Avenida Revolución, Rivages, Parigi, 2001)
- Faccia al muro, DeriveApprodi, Roma, 2012 (Face au mur, Parigi, Flammarion, 2012) 285 p. ISBN 978-2-08-127998-8

En francés
- Nouvel an, nouvelle vie, Ed. Mille et une nuit, Parigi,1994
- Buena onda, Gallimard, Parigi, 1996
- Copier coller, Flammarion, Parigi, 1997. Romanzo per ragazzi
- J'aurai ta Pau, Balene, Parigi, 1997 (nella serie "Le Poulpe")
- Naples, Eden Production, Parigi, 1999. Raccolta di cinque racconti di Cesare Battisti, Jean-Jacques Busino, Carlo Lucarelli, Jean-Bernard Pouy e Tito Topin
- Jamais plus sans fusil, du Masque, Parigi, 2000
- Terres brûlées, (curatore), Rivages, Parigi, 2000
- Le cargo sentimental, Joelle Losfeld, Parigi, 2003
- Vittoria, Eden Production, Parigi, 2003
- L'eau du diamant, du Masque, Parigi, 2006
- Ma cavale, Grasset/Rivages, Parigi, 2006 (con prefazione di Bernard-Henri Lévy e postfazione di Fred Vargas)

En portugués
- Ser bambu, WMF Martins Fontes, 2010